# Фейятр, Эжен
Эжен Фейятр (фр. Eugène Feuillâtre; 1870, Дюнкерк — 1916, Париж) — французский художник декоративно-прикладного искусства, скульптор, эмальер, ювелир стиля ар нуво. В 1890—1897 годах сотрудник художника-ювелира Рене Лалика. С 1899 года член общества «Свободная эстетика», основанного Октавом Маусом.
Свои изделия Фейятр помечал маркой «EF». Они отличаются утончённостью, изысканностью стиля, несущего в себе влияния Лалика. Погиб от ранения на фронте Первой мировой войны.